# VK UP Olomouc
VK UP Olomouc (tjeckiska: Volejbalový klub Univerzity Palackého v Olomouci) är en volleybollklubb i från stadsdelen Lazce i Olomouc, Tjeckien. Klubben grundades 1953 och gick upp i högstaligan 1966, där de spelat sedan dess. Laget har haft två framgångsperioder. Under den första vann de under perioden från 1993 till och med 1996 mästerskapet fyra gånger i rad samtdigt som de vann tjeckiska cupen 1994 och 1995. Under den andra har de vunnit mästerskapet 2019 och den tjeckiska cupen 2017, 2019, 2020 och 2021.